# 자연공원

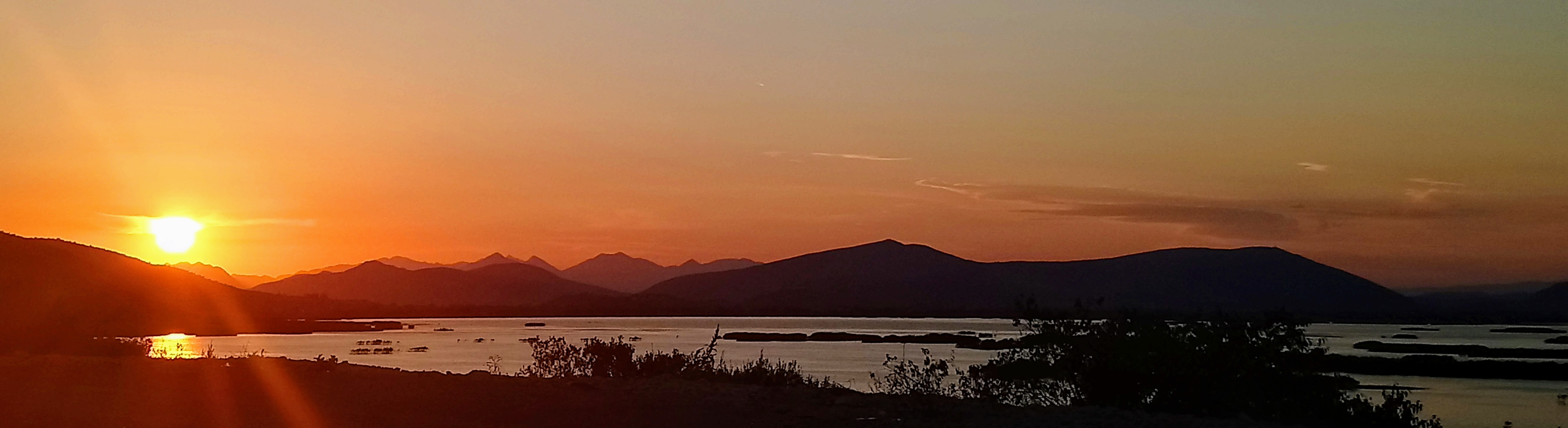
보스니아 헤르체고비나의 습지대 및 조류 보호구역 후토보 블라토

자연공원(自然公園)은 장기적인 계획, 지속 가능한 이용, 농업 수단으로 풍경 보호를 위해 고안된 공원이다. 이 소중한 경관들은 현재 상태로 보호되어 관광을 위해 홍보된다.
대부분의 국가에서 자연공원은 법의 규제를 받는 보호 지역에 종속되며 이는 보호법의 일부이다.
보호라는 개념에서 "자연공원"이라는 분류는 국립공원하고 동일하지 않는데, 국립공원은 IUCN과 World Commission on Protected Areas에 의해 제2형 보호 지역으로 정의된다.

## 국제 자연공원
유럽 최초의 국제 자연공원인 오늘날의 피에니니 국립공원은 1932년 폴란드와 슬로바키아가 공동으로 설립하였다.
- European Nature Parks
- Protected Area Network of Parks (PANPark)

## 같이 보기
- 동물원